# Russisk sporvidde
Russisk sporvidde er en sporvidde på mellem 1.520 mm og 1.524 mm, som benyttes i de fleste lande, som hørte til det Russiske Kejserrige. Spor med denne sporvidde er klassificeret som bredspor, eftersom sporvidden er bredere end sporvidden ved normalspor, der defineres som 1.435 mm.
1.524 mm blev først taget i brug på Skt. Petersborg-Moskva-banen, som stod færdig i 1851, og derefter blev denne sporbredde standard i Det Russiske Kejserrige. I slutningen af 1960'erne blev sporvidden i Sovjetunionen omstandardiseret til 1520 mm.